# Science of Sleep
Science of Sleep — німецький дезкор-гурт з міста Брауншвейг, заснований 2010 року.

## Склад
- Маркус Ясак — вокал
- Свен Вебер — гітара
- Нілс Р'ютер — гітара
- Філіп Н'юманн — бас-гітара
- Денніс Косінскі — ударні

### Колишні учасники
- Фабіан Бекер — ударні
- Доменік Пасуст — гітара

## Дискографія
- Affliction (2011)
- Exhaust (2013)